# Скрипнянское сельское поселение
Скрипнянское сельское поселение — муниципальное образование в Калачеевском районе Воронежской области.
Административный центр — село Скрипниково.

## Административное деление
Состав поселения:
- село Скрипниково.